# Terdeghem
Terdeghem é uma comuna francesa na região administrativa de Altos da França, no departamento do Norte. Estende-se por uma área de 8.82 km². Em 2010 a comuna tinha 541 habitantes (densidade: 61,3 hab./km²).